# 施特拉爾峰
46°00′47.6″N 7°54′06.3″E / 46.013222°N 7.901750°E

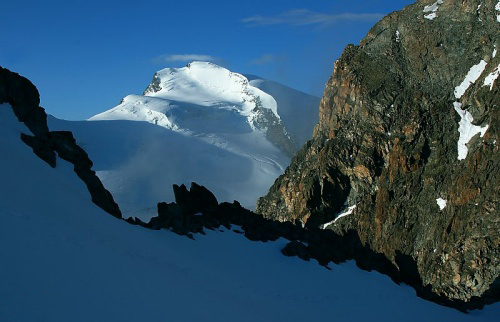

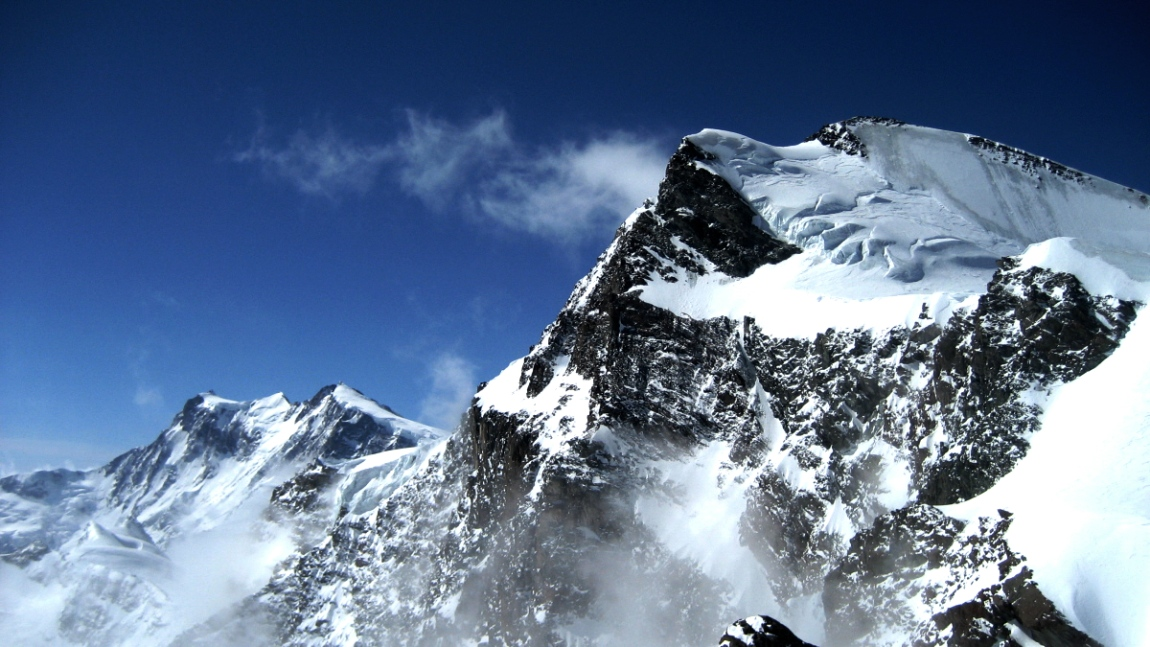

施特拉爾峰（Strahlhorn），是瑞士的山峰，位於該國南部，由瓦萊州負責管轄，屬於本寧阿爾卑斯山脈的一部分，海拔高度4,190米，人類在1854年8月15日首次登上該山峰。